# Brzeski Państwowy Uniwersytet Techniczny
Brzeski Państwowy Uniwersytet Techniczny (ros. Брестский государственный технический университет, БрГТУ) – białoruska uczelnia o profilu technicznym.
Placówka została powołana do życia 1 kwietnia 1966 jako Brzeski Instytut Inżynieryjno-Budowlany. W 1989 Instytut przekształcono w Brzeski Państwowy Uniwersytet Politechniczny, a od 2000 nosi obecną nazwę.
Uniwersytet składa się z Wydziałów: Budowlanego, Budowy Maszyn, Systemów Elektro-Informatycznych, Hydromelioracji, Ekonomii i Przygotowania Przeduniwersyteckiego.